# Хунделуфт
Хунделуфт (нем. Hundeluft) — деревня в Германии, в земле Саксония-Анхальт, входит в район Виттенберг в составе городского округа Косвиг.
Население составляет 263 человека (на 31 декабря 2007 года). Занимает площадь 7,78 км².

## История
Первое упоминание относится к замку Хунделуфт, и встречается в записях 1280 года. Первое-же упоминание о поселении относится к 1307 году.
В 1800 году в окрестностях Хунделуфта была начата добыча торфа.
1 июля 2009 года, после проведённых реформ, Хунделуфт вошёл в состав городского округа Косвиг в качестве района.

## Галерея

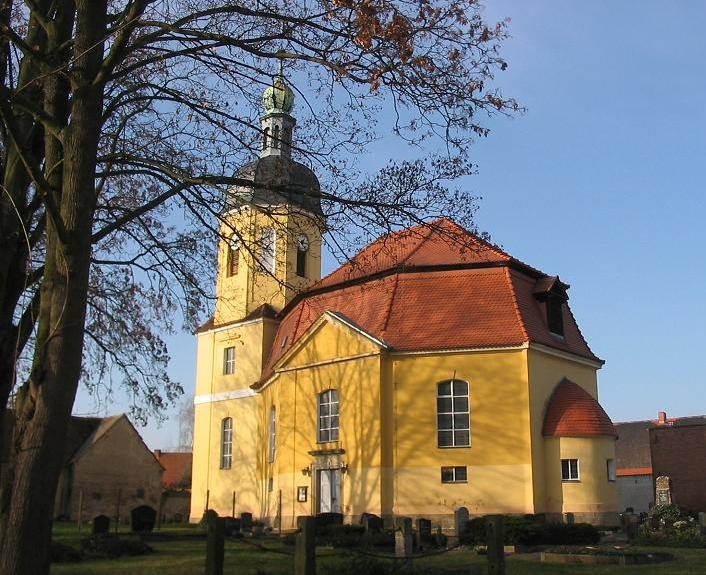
Церковь в Хунделуфте
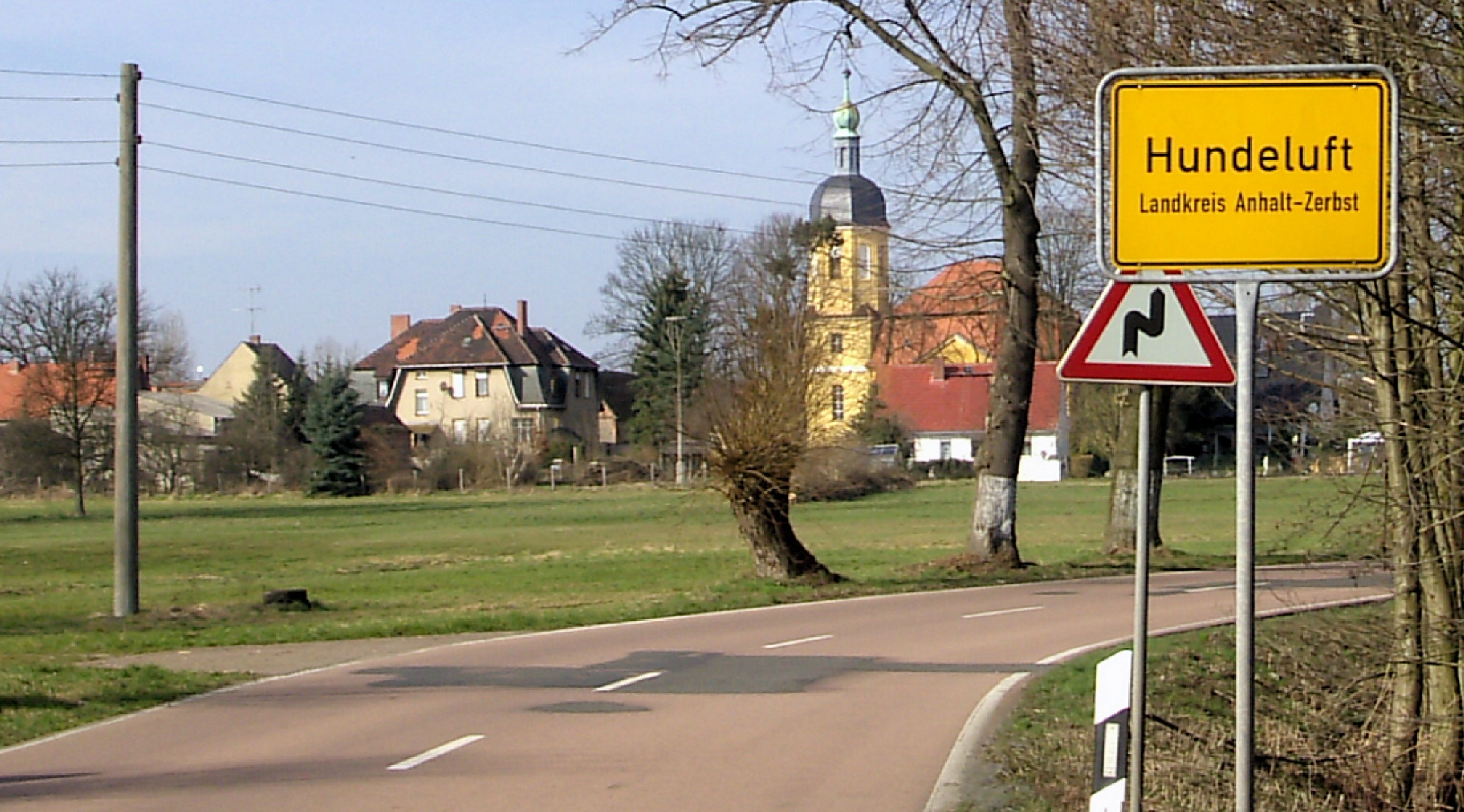
На въезде в Хунделуфт